# PDP–11

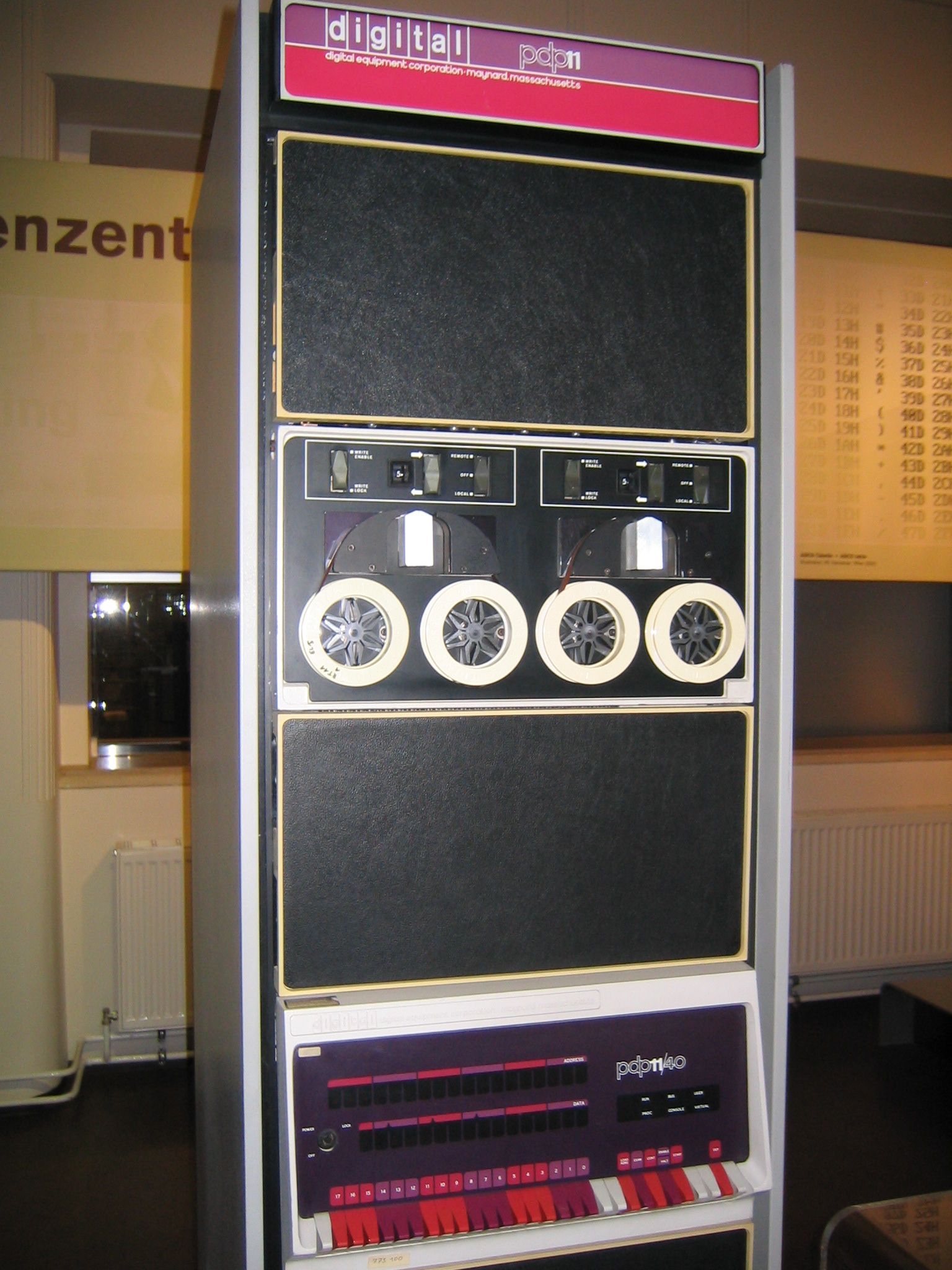
PDP–11/40 modell, TU56 kettős, két darab soros görkorcsolyára emlékeztető DECtape mágnesszalagos egységgel

A PDP–11 egy 16 bites, Digital Equipment Corporation (DEC) gyártmányú miniszámítógép-sorozat elnevezése; ezeket a PDP termékvonalba illeszkedő gépeket a cég 1970-től egészen az 1990-es évekig forgalmazta. A PDP–11 a PDP–8-as gépeket váltotta fel, főleg a valós idejű alkalmazások terén, bár mindkét család több mint 10 évig létezett egymással párhuzamosan. A PDP–11 sok egyedi újítást vonultatott fel, programozása az elődeinél könnyebb volt, ami többek között a nagyszámú általános célú regiszternek volt köszönhető. A gépcsaládot a középkategóriás, 32 bites VAX–11 követte a miniszámítógépek szektorában.
A PDP–11 felépítésének sajátosságai nagy hatással voltak a rákövetkező processzorok terveire, pl. a Motorola 68000-es több jellemzője – utasításkészlete, annak ortogonalitása, ki- és bemeneti rendszere, működési sajátosságai stb. – nagymértékben hasonlít a PDP–11-esre; a PDP–11-es gépek operációs rendszereinek kialakítása és jellemzői, a Digital Equipment egyéb operációs rendszereihez hasonlóan, sok más operációs rendszerben köszönnek vissza, így pl. a CP/M rendszerben, ezáltal az MS-DOS-ban is. A Unix operációs rendszer első hivatalos verziója egy PDP–11/20 gépen futott, 1970-ben. Közismert, hogy a gép fizikai kialakítása nagy hatással volt a C programozási nyelv kialakítására, és hogy a nyelv egyes programozási jellemzői a PDP–11 alacsony szintű lehetőségeinek kihasználása miatt kerültek a nyelvbe, nem pedig az eredeti tervezői szándék miatt.

## Története
A 16 bites PDP–11 típus a DEC válasza volt a Data General NOVA bevezetésére; ezzel a DEC is belépett a 16 bites számítógépek világába, ugyanis a PDP sorozat előző típusa, a PDP–8-as, 12 bites szervezésű gép volt. A PDP–11 család 1970 januárjában lett bejelentve, és a bejelentést követően nem sokkal meg is kezdték a szállításokat. A DEC több mint 170 000 PDP–11-est adott el csak az 1970-es években. A gépeket eredetileg kis integráltságú TTL logikával szerelték, de ezt egy egykártyás LSI technológiával készült processzorkártya váltotta fel 1975-ben. 1979-ben kifejlesztették az egylapkás J-11 processzort, ami további méretcsökkentést tett lehetővé. A PDP–11 széria utolsó modelljei, a PDP–11/94 és a –11/93, 1990-ben jelentek meg.

## Innovatív jellemzők

### Az utasításkészlet ortogonalitása
A PDP–11 processzorarchitektúra nagymértékben ortogonális utasításkészlettel rendelkezett (az ortogonalitás – „merőlegesség” – itt arra utal, hogy minden utasítástípus minden címzési típust használhat, azaz egymástól független a kettő). Például a load (betöltés) és store (tárolás) utasítások céljaira egy általános move adatmozgató utasítás használható, amelynek forrás- és céloperandusa egyaránt lehet egy memóriacím vagy regiszter. Nincsenek input vagy output utasítások; a PDP–11 memóriába leképzett ki- és bemeneti rendszert használ, így ezek helyett is a move utasítást kell használni, az ortogonalitás még a bemeneti eszközről közvetlenül a kimeneti eszközre történő adatmozgatást is lehetővé teszi. A bonyolultabb műveletekben, mint pl. az add (összeadás) hasonlóan memória-, regiszter- vagy I/O címek állhatnak a forrás és céloperandusok helyén.
A legtöbb utasításban nyolc címzési mód és nyolc regiszter használható. A megengedett címzési módok: regisztercímzés, abszolút, relatív, indirekt és indexelt címzések, amelyekben a regiszteres címzések számára megengedett a növelési és csökkentési művelet a címszámítás után (autoinkrementáló és autodekrementáló módok, bájt címzés esetén 1-gyel, szavas címzés esetén 2-vel való növelés/csökkentés). Az utasításkészletben megengedett a relatív címzés, ami lehetővé tette a betöltési címtől független (akár emberi programozók által, gépi kódban írt) programok készítését és használatát.

### A dedikált ki- és bemeneti utasítások hiánya
A PDP–11 korai modelljeiben nem volt kijelölt sín a bemeneti-kimeneti műveletek számára. Ezek a gépek a Unibus elnevezésű rendszersínnel rendelkeztek, amelyben a bemeneti-kimeneti eszközök a főmemória hozzájuk rendelt területein keresztül kommunikáltak: a perifériaeszköz számára ki volt jelölve egy meghatározott címterület a központi memóriában (I/O regiszterek helyett), másrészt a központi tár meghatározott területe kizárólag a perifériás eszközök számára volt fenntartva. A perifériás eszközök működése azonban nem merül ki a memóriahozzáférésben.
A PDP–11 rendszerében egy bemeneti/kimeneti eszköz meghatározza a memóriacímeket, amelyeken keresztül kommunikál, emellett rendelkezik saját megszakítási vektorral és megszakítási prioritással is. Ez a processzorfelépítés által biztosított rugalmas keret rendkívül megkönnyítette a változatos új perifériás eszközök csatlakoztatását a sínrendszeren keresztül, még az olyan eszközöket is, amire a processzor és a sínrendszer fel sem volt készítve a tervezés idején. A DEC nyilvánosan publikálta az alapvető Unibus specifikációkat, ráadásul még prototípus sín-interfész áramköröket is kínált, amelyek alapján az ügyfelek könnyedén saját Unibus kompatibilis hardvert alakíthattak ki.
A Unibus sínrendszer tette alkalmassá a PDP–11-et teljesen egyedi perifériák használatára. Ennek a hajlékonyságnak egyik példája a Bell Telephone Manufacturing Company által fejlesztett BTMC DPS-1500 csomagkapcsolt hálózat (X.25), amelyben PDP–11-es gépeket használtak a regionális és országos hálózat vezérlésére, és ahol a gépek Unibus sínje közvetlenül kapcsolódik a DPS-1500 hardverhez.
A PDP–11 család magasabb teljesítményű tagjai, kezdve a PDP–11/45 Unibus és 11/83 Q-bus rendszerekkel, eltávolodtak az egysínes (egyetlen sínt alkalmazó) megközelítéstől. A memória kezelését egy kizárólag erre a feladatra szolgáló dedikált elektronika vette át, míg a Unibus továbbra is használatban maradt, de ezután használata kizárólag a be/kimenet kezelésére korlátozódott. Az 1970-es években a változás tovább folytatódott; a PDP–11/70-es modellben megjelent a Massbus, ami a mágneslemezes és szalagos eszközök és a memória közötti nagy teljesítményű dedikált adatátviteli interfész. Ebben a rendszerben az eszközök továbbra is memóriacímeken keresztül kommunikáltak, de ehhez a kiegészítő síninterfészek további programozására is szükség volt.

### A megszakítási rendszer
A PDP–11 négy prioritási szintet támogat a hardveres megszakítások kiszolgálásában (az architektúra valójában 8 prioritási szintet tesz lehetővé, 0-tól 7-ig, azonban ebből a PDP–11/40-es modellig csak a 7–4 szinteket valósították meg). A megszakításokat szoftveres kiszolgálórutinok kezelik, ezek meghatározhatják, hogy futásuk közben felléphet-e további megszakítás (lehetőség van a megszakítások egymásba ágyazása). A megszakítást okozó eseményt maga az eszköz jelzi, úgy, hogy elküldi a processzornak a hozzá tartozó megszakítási vektor címét.
A megszakítási vektorok két 16 bites szóból álló blokkok a kernel (rendszermag) alacsony címtartományában (ami rendszerint megfelelt a fizikai memória alacsony címeken elérhető részének), a 0-tól 776-ig terjedő oktális címeken. A megszakításvektor első szava a megszakítást kiszolgáló eljárás kezdőcímét tartalmazza, a második szó tartalmát a processzor a PSW regiszterbe tölti a kiszolgálórutin indulásakor (PSW: processzor-állapotszó, a prioritási szintet ezzel állítja be).
A PDP–11 architektúra cikkben a megszakításkezelés részletesebb leírása olvasható.

### Tömeggyártásra alkalmas technológia
A PDP–11-et úgy tervezték, hogy könnyen gyártható legyen olcsó, betanított munkaerővel is. A darabok méretei nem voltak túl nagyok. Az áramköri lapok hátoldalán wire-wrap kötéssel kötötték össze az alkatrészeket, ez korrózióálló, megbízható kötést biztosított.

## LSI–11

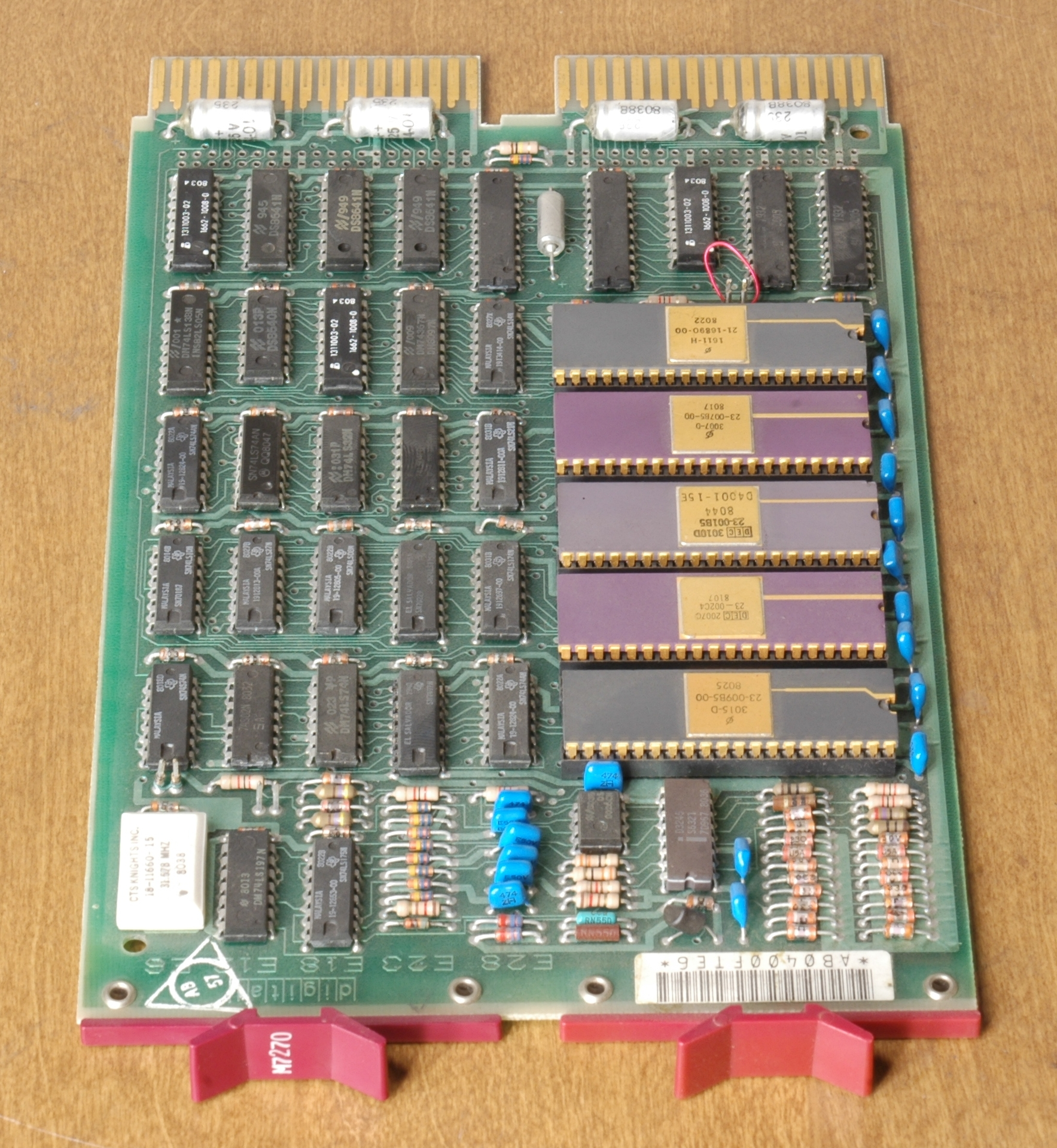
Q-Bus panel LSI–11/2 CPU-val

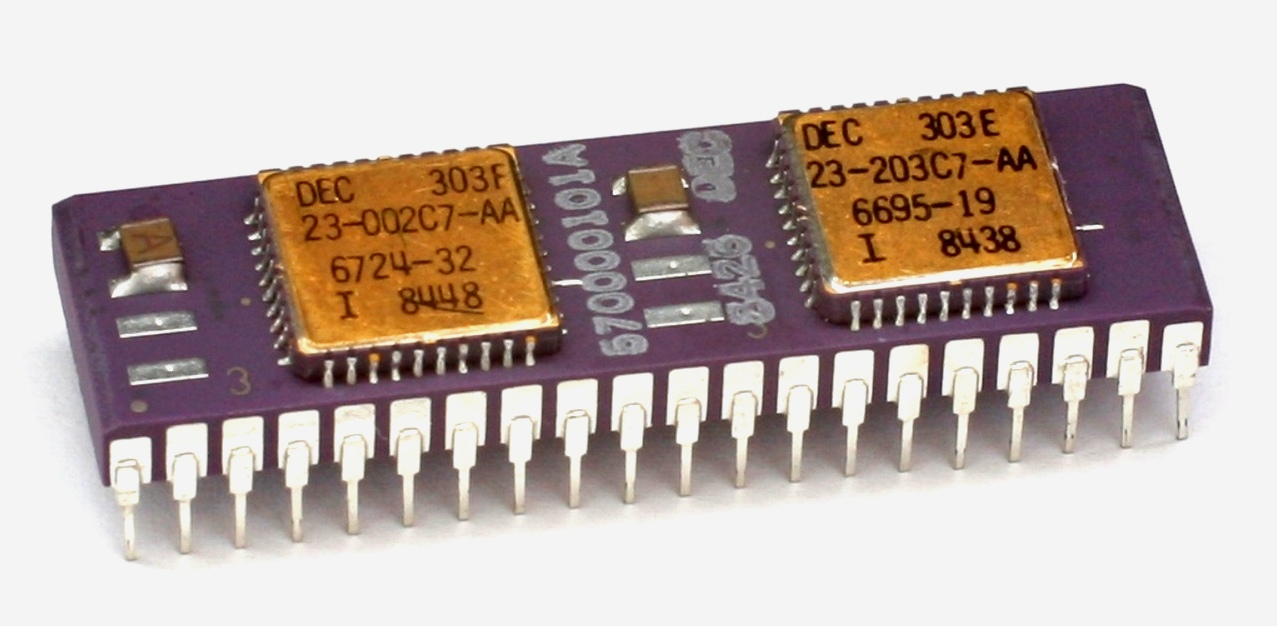
DEC "Fonz–11" (F11) csipkészlet

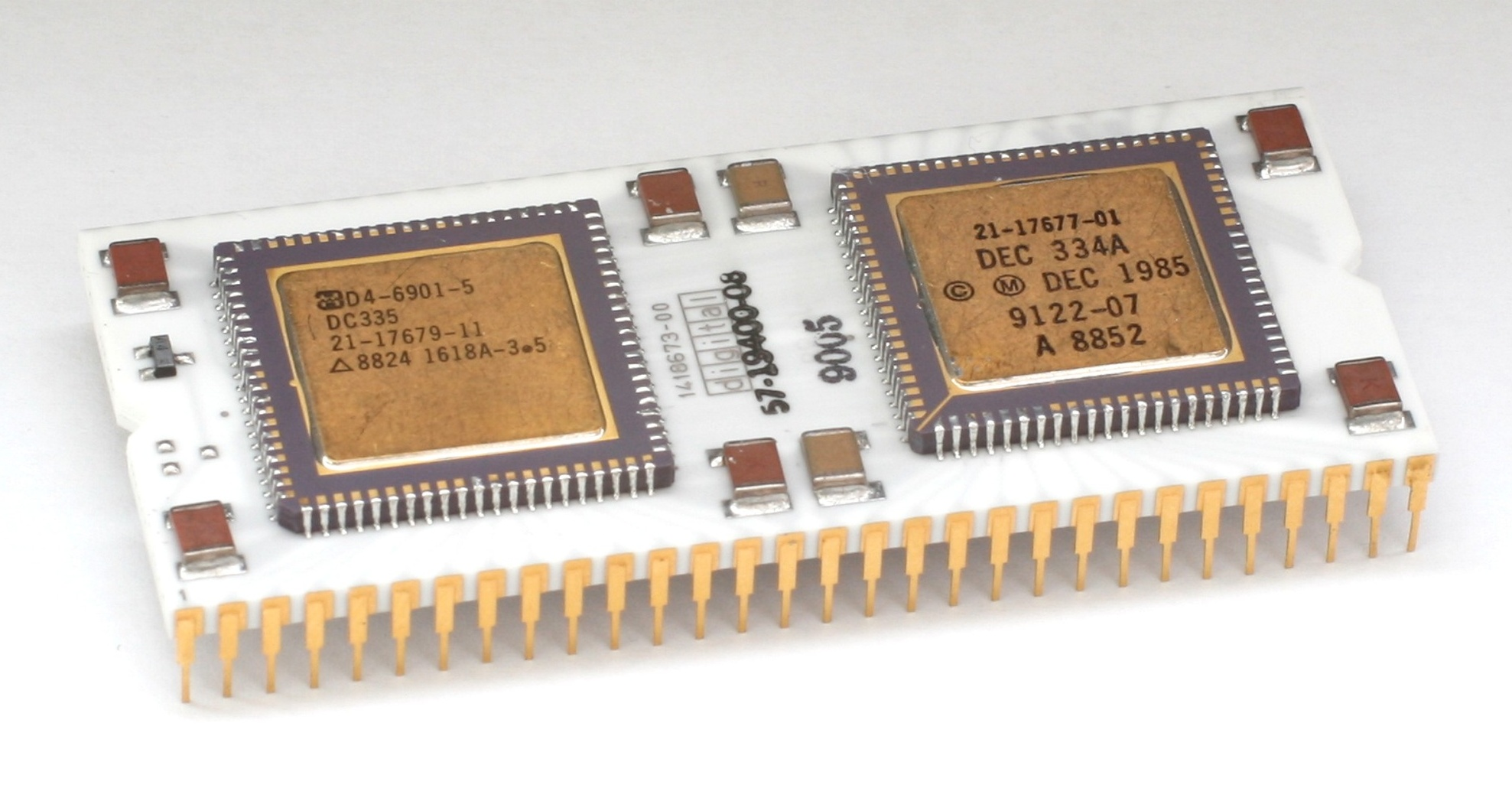
DEC "Jaws–11" (J11) csipkészlet

Az 1975 februárjában bemutatott LSI–11 (PDP–11/03) volt az első nagy integráltságú LSI csipekkel megvalósított PDP–11 modell; az egész CPU négy, Western Digital gyártmányú LSI integrált áramkörből állt, ez volt az MCP–1600 csipkészlet, amelyhez egy ötödik csip is hozzáadható, utasításkészlet bővítés gyanánt. Ebben a típusban egy újabb, LSI Bus vagy Q-Bus elnevezésű sínrendszert vezettek be, amely a Unibus közeli változata. A Unibus-tól elsősorban abban tér el, hogy a címek és adatok multiplexelve közlekednek egy közös vezetékkészleten, míg a Unibus-nál a címek és az adatok továbbítására külön vezetékcsoportok szolgálnak. Továbbá a Q-Bus másképpen címzi a be- és kimeneti eszközöket és végül lehetővé teszi 22 bites fizikai cím használatát – míg a Unibus csak 18 bites fizikai címet enged meg.
A CPU mikrokódja hibakereső szoftvert (debuggert) is tartalmaz a firmware-ben, ez közvetlen soros interfészen (RS-232 kapcsolat) vagy áramhurkon (két vezetékes vezérlővonal) keresztül érhető el. A gépkezelő ezen keresztül végezheti a hibakeresést, parancsok begépelésével és az oktális számok formájában megjelenő eredmények olvasásával – ez nagy előrelépést jelentett, mivel akkoriban a tipikus hibakeresés során a kezelőnek bináris kódokat kellett bevinnie kapcsolókkal és a bináris eredményt állapotjelző lámpák soráról kellett leolvasnia. A kezelő így képes vizsgálni és módosítani a számítógép regisztereinek tartalmát, a memóriát és a be/kimeneti eszközök állapotát, megállapíthatja és még javíthatja is a szoftverek és perifériák hibáit (kivéve, ha a hiba letiltja mikrokódhoz való hozzáférést). Az kezelő megadhatja, hogy melyik lemezről induljon a rendszer.
Mindkét újítás növelte a megbízhatóságot és csökkentette a LSI-11 előállítási költségeit.
A későbbi Q-Bus alapú rendszerek, mint például az LSI-11/23, /73, és /83 a Digital Equipment Corporation által tervezett csipkészleteken alapultak. A későbbi Unibus alapú PDP–11 rendszereket úgy tervezték, hogy hasonló Q-Bus processzorkártyákat használjon és egy Unibus adapter használatával támogassa a létező Unibus perifériákat, egyes típusokban speciális memóriasínnel kiegészítve a nagyobb sebesség érdekében.
A Q-Bus termékvonalban is jelentős fejlesztéseket végeztek. A PDP–11/03 egyik rendszerváltozatában például bevezették a teljes rendszerre vonatkozó indítási öntesztet (POST).

## Hanyatlás
Bár a PDP–11-es alapvető kialakítása rugalmas volt és folyamatosan frissítették az újabb technológiákhoz való alkalmazkodás jegyében, egyre inkább nyilvánvalóvá vált, hogy a Unibus és a Q-Bus korlátozott átbocsátó képessége a rendszer-teljesítmény szűk keresztmetszete. A logikai cím 16 bites korlátozása gátolta a nagyobb szoftveralkalmazások fejlesztését. A PDP–11 architektúra cikk bővebben ír a címtér korlátozásainak megkerülésére használt hardver- és szoftvertechnikákról.
A PDP–11-es 32 bites utódja a DEC-nél a VAX ("Virtual Address eXtension", a „virtuális címkiterjesztés” rövidítése) géptípus volt, amely legyőzte a 16 bites korlátozást, ám ez kezdetben szuperminiszámítógép volt, amely a nagy teljesítményű időosztásos rendszerek piacát célozta. A korai VAX-ok biztosítottak egy PDP–11-es kompatibilitási üzemmódot, amelyben a legtöbb meglévő szoftver azonnal használható volt, az újabb 32 bites szoftverrel párhuzamosan.
Az 1980-as években az IBM PC és klónjai nagyrészt átvették a kisszámítógépek piacát, teljesítményük elérte majd egyre jobban meghaladta a PDP–11 és hasonló minigépek teljesítményét: 1984-ben a BYTE magazin közölte, hogy a Venix operációs rendszer egy Intel 8088 mikroprocesszoros PC-n futtatott változata felülmúlta ugyanazon operációs rendszernek egy PDP–11/23-as modellen futó változatát. Az újabb mikroprocesszorok, mint a Motorola 68000 (1979) és Intel 80386 (1985), szintén 32 bites logikai címzést használtak. Ezeknek a csipeknek a tömeggyártása megszüntette a 16 bites PDP–11 minden árelőnyét. A DEC készített egy PDP–11-en alapuló személyi számítógép-családot, a DEC Professional sorozatot, de ez üzletileg nem lett sikeres, a DEC többi nem PDP–11-es PC kínálatához hasonlóan.
1994-ben a DEC eladta a PDP–11-es rendszerszoftver jogait a Mentec Inc. ír cégnek, az LSI-11 és Q-Bus rendszerű alaplapok és ISA architektúrájú személyi számítógépek gyártójának, és 1997-ben megszüntette a PDP–11 gyártását. A Mentec ezután évekig tovább gyártotta az újabb PDP–11 processzorokat. Más cégek szintén találtak egyéb piaci réseket, például pótalkatrészek és processzorkártyák gyártása a régebbi PDP–11-es rendszerekhez, perifériák és diszk alrendszerek ugyanezekhez, stb.
Az 1990-es évek vége felé nem csak a DEC, hanem a PDP–11-hez hasonló miniszámítógépek köré kiépült New England-i számítógépes iparág nagyobb része összeomlott, nem bírva a piaci versenyt a mikroszámítógép-alapú munkaállomásokkal és szerverekkel szemben.

## Modellek
A PDP–11 processzorok természetes módon több különféle csoportba oszthatók az alapul szolgáló kialakítástól, technológiától és az alkalmazott be/kimeneti sínrendszertől függően. Mindegyik csoportban a legtöbb modellt kétféle változatban is kínálták, az egyiket az OEM-ek, a másikat a végfelhasználóknak számára. Az összes modell alap utasításkészlete azonos, a későbbi modellek azonban újabb utasításokkal bővültek és egyes utasításokat kicsit másképpen értelmeztek. Az architektúra fejlődésével eltérések jelentek meg a processzor állapot- és vezérlőregisztereiben is.

### Unibus modellek

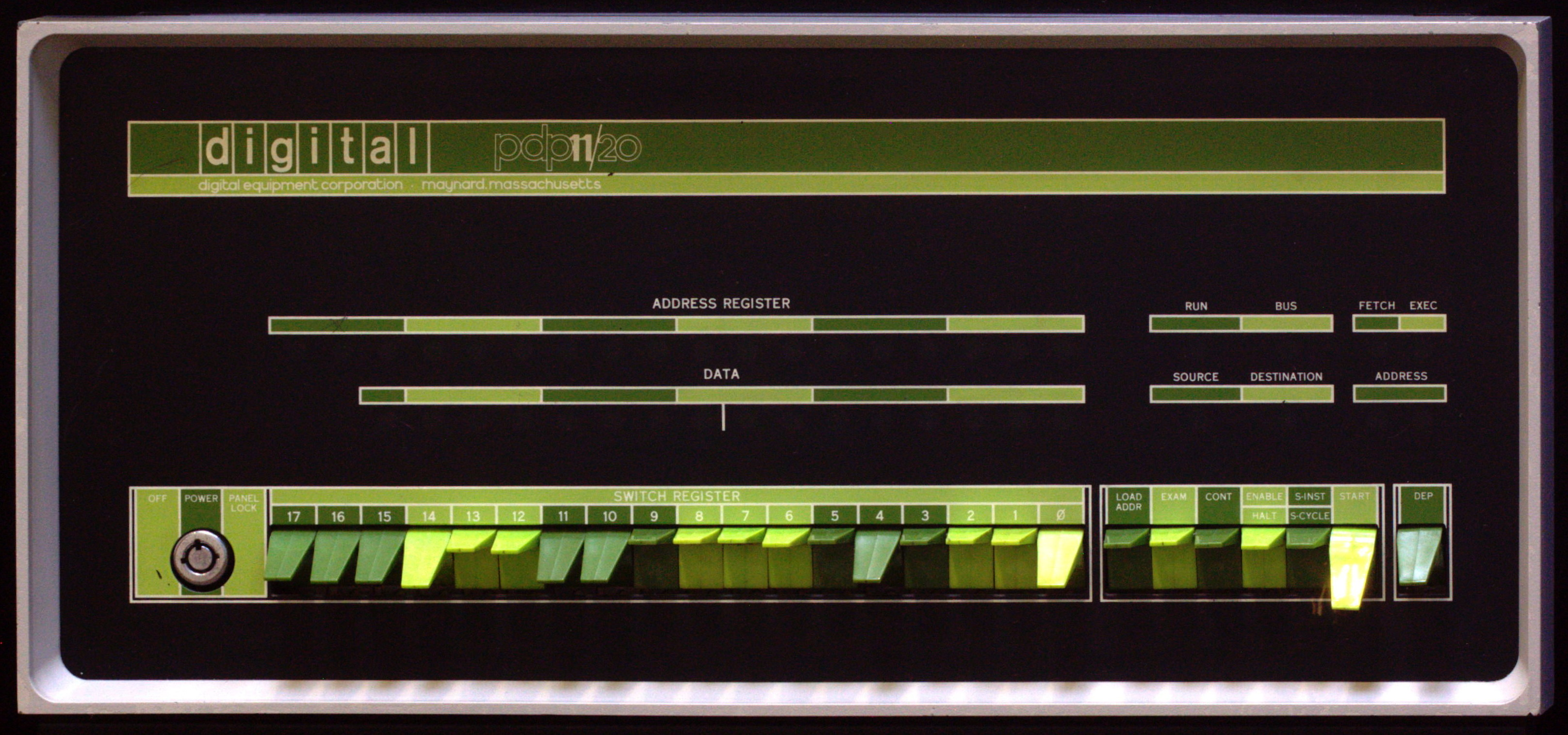
Korai PDP–11/20 modell előlapja

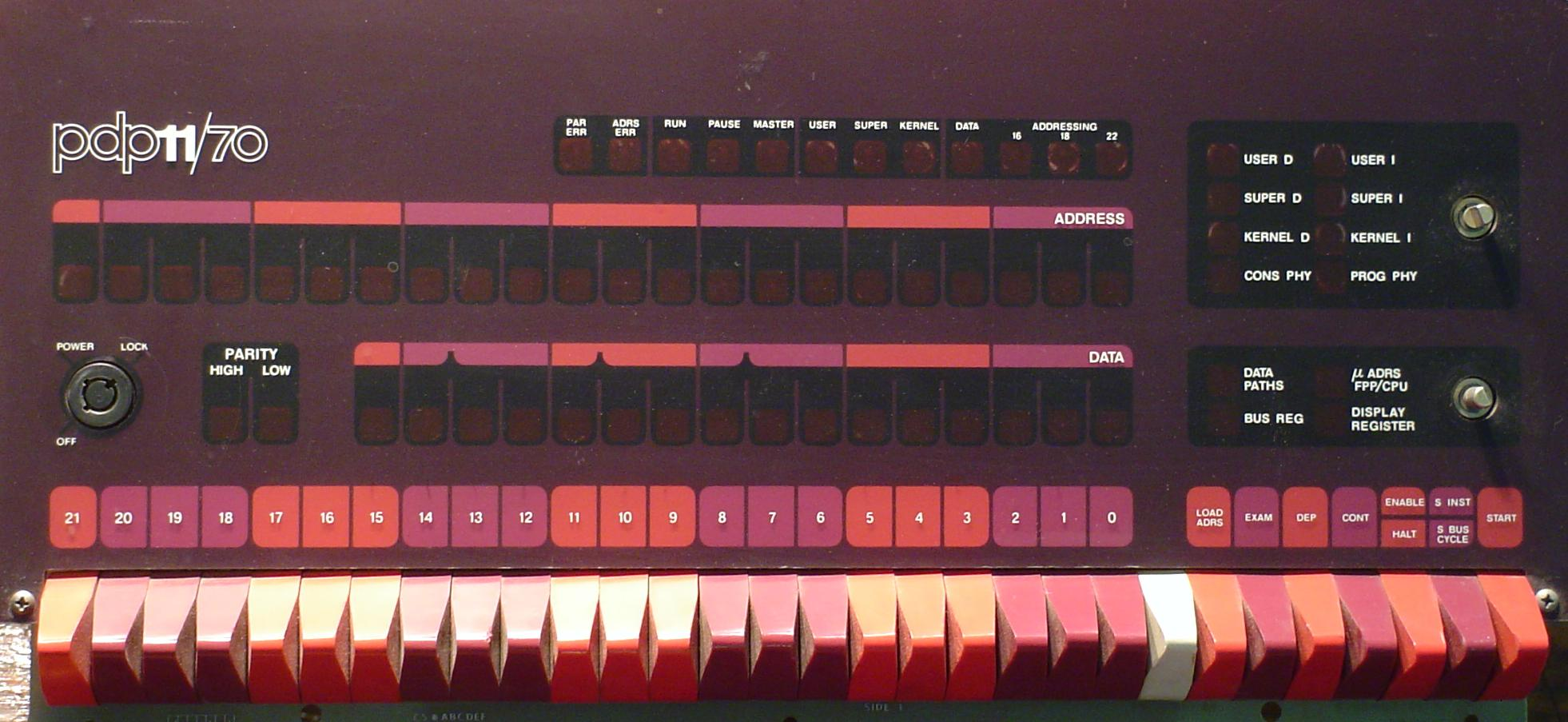
Az eredeti PDP–11/70 modell előlapja

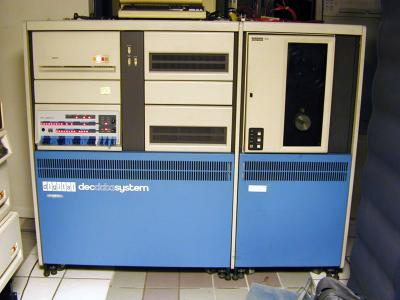
Későbbi PDP–11/70 lemezekkel és szalagos egységgel

Unibus rendszersínnel készült modellek:
- PDP–11/20 és PDP–11/15 — Az eredeti, Jim O'Loughlin tervezte nem mikroprogramozott processzor; perifériás opciókkal támogatott lebegőpontos rendszerrel és sokféle adatformátummal. A 11/20-as modellben nincs semmilyen memóriavédelmi hardver, de beépíthető a később megjelent KS-11 memóriába leképzett be-/kimenet kiegészítő.[13]
- PDP–11/35 és PDP–11/40 – mikroprogramozott PDP–11/20 utódok; a tervezőcsapatát vezette Jim O'Loughlin.
- PDP–11/45, PDP–11/50, és PDP–11/55 – Egy sokkal gyorsabb mikroprogramozott processzor, amely képes max. 256 KiB félvezetős memóriát használni a ferritgyűrűs memória helyett vagy amellett; támogatja a memórialeképezést és memóriavédelmet.[13] Az első modell, amely támogatja az opcionális FP11 lebegőpontos koprocesszort, amely megalapozta a későbbi modellekben alkalmazott formátumot.
- PDP–11/70 – A 11/45 architektúra kiterjesztése: lehetővé teszi 4 MiB fizikai memória elérését egy különálló saját memóriasínen keresztül, 2 KiB gyorsítótár-memóriát és sokkal gyorsabb, a Massbus-on keresztül csatlakoztatott be/kimeneti eszközöket tartalmaz.
- PDP–11/05 és PDP–11/10 – A PDP–11/20 csökkentett költségű utódja.
- PDP–11/34 és PDP–11/04 – A 11/35 és 11/05 csökkentett költségű követő modelljei. A PDP–11/34 elgondolás Bob Armstrong ötlete volt. A 11/34 max. 256 KiB Unibus memóriát támogat. A PDP–11/34a támogat egy gyors lebegőpontos választható bővítményt, a 11/34c egy gyorsítótár-memória opciót/bővítést támogat.
- PDP–11/60 – PDP–11 felhasználó által írható mikrokód-tárral; ezt egy másik csapat tervezte Jim O'Loughlin vezetésével.
- PDP–11/44 – A 11/45 és 11/70 1980-ban bemutatott helyettesítője, opcionális (de a gyakorlatban mindig beszerelt) gyorsítótárat, memóriát, FP-11 lebegőpontos processzort (egy áramköri lap, a koprocesszort tizenhat AMD 2901 bitszelet-processzor alkotja) tartalmaz, kibővítve a kereskedelmi célú utasításkészlettel (CIS, két kártya). Van benne még egy kifinomult soros konzol interfész, 4 MiB fizikai memóriát használhat. A tervezőcsapat vezetője John Sofio. Ez a volt az utolsó PDP–11 processzor, amely diszkrét logikai kapukkal volt felépítve; a későbbi modellek már mind mikroprocesszor-alapúak. Szintén az utolsó modell, amelyet a Digital Equipment Corporation gyártott.
- PDP–11/24 – Az első VLSI PDP–11-es a Unibus rendszerhez, "Fonz-11" (F11) csipkészletet alkalmaz egy Unibus adapterrel.
- PDP–11/84 – VLSI "Jaws-11" (J11) csipkészlettel, egy Unibus adapterrel.
- PDP–11/94 – J11-alapú, gyorsabb mint a 11/84.

### Q-Bus modellek

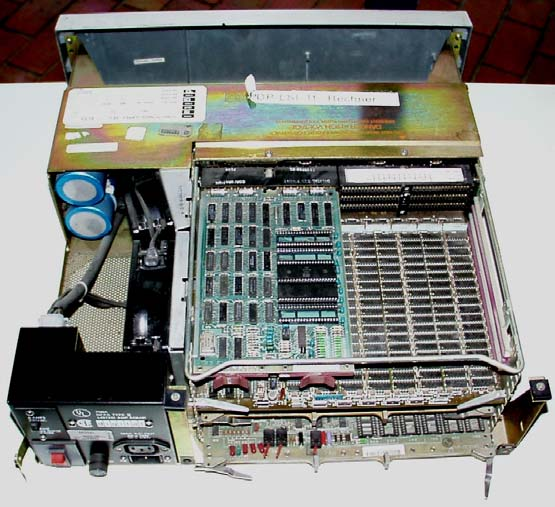
A PDP-11/03 belseje: látszik a CPU-kártya, alatta a memóriakártyával. A CPU csipek közül 2 és az opcionális FPU hiányzik.

Az alábbi modellek Q-Bus rendszerbusszal készültek:
- PDP–11/03 (más néven LSI-11/03) — Az első nagy integráltságú IC-kkel megvalósított PDP–11. Ebben a rendszerben a processzor egy 4 darabos Western Digital csipkészlet; 60 KiB memóriát támogat.
- PDP–11/23 – Második generációs LSI, F-11 csipkészlettel. Korai példányai csak 248 KiB memóriát támogattak.
- PDP–11/23+/MicroPDP–11/23 – Javított 11/23 több funkcióval, nagyobb processzorkártyán.
- MicroPDP-11/73 – Az LSI-11 harmadik generációja, ez a rendszer a gyorsabb „Jaws-11” (J-11) csipkészlet használja, és legfeljebb 4 MiB memóriát támogat.
- MicroPDP–11/53 – Lassabb 11/73, kártyára szerelt memóriával.
- MicroPDP–11/83 – Gyorsabb 11/73 PMI-vel (private memory interconnect, privát memória-összeköttetés).
- MicroPDP–11/93 – Gyorsabb 11/83; a DEC utolsó Q-Bus PDP–11 modellje.
- KXJ11 – QBUS kártya (M7616) PDP–11 alapú perifériaprocesszorral és DMA vezérlő. J11 CPU-n alapul, memóriája 512 KiB RAM és 64 KiB ROM, párhuzamos és soros interfészekkel van ellátva.
- Mentec M100 – A Mentec által újratervezett 11/93, 19,66 MHz-en futó J-11 csipkészlettel, négy kártyára szerelt soros porttal, 1-4 MiB kártyára szerelt memóriával és opcionális FPU-val.
- Mentec M11 – Processzor-frissítőkártya; a PDP–11 utasításkészlet Mentec általi mikrokódos implementációja, a Texas Instruments TI 8832 ALU[14] és TI 8818 mikroszekvenszer csipjét használja.
- Mentec M1 – Processzor-frissítőkártya; a PDP–11 utasításkészlet Mentec általi mikrokódos implementációja, 0,35 μm-os Atmel ASIC használatával.[15]
- Quickware QED-993 – nagy teljesítményű PDP–11/93 processzor-frissítőkártya.
- DECserver 500 és 550 DSRVS-BA LAT[16] terminálszerverek, KDJ11-SB csipkészletet használnak.

### Szabványos sín nélküli modellek
- PDT–11/110
- PDT–11/130
- PDT–11/150

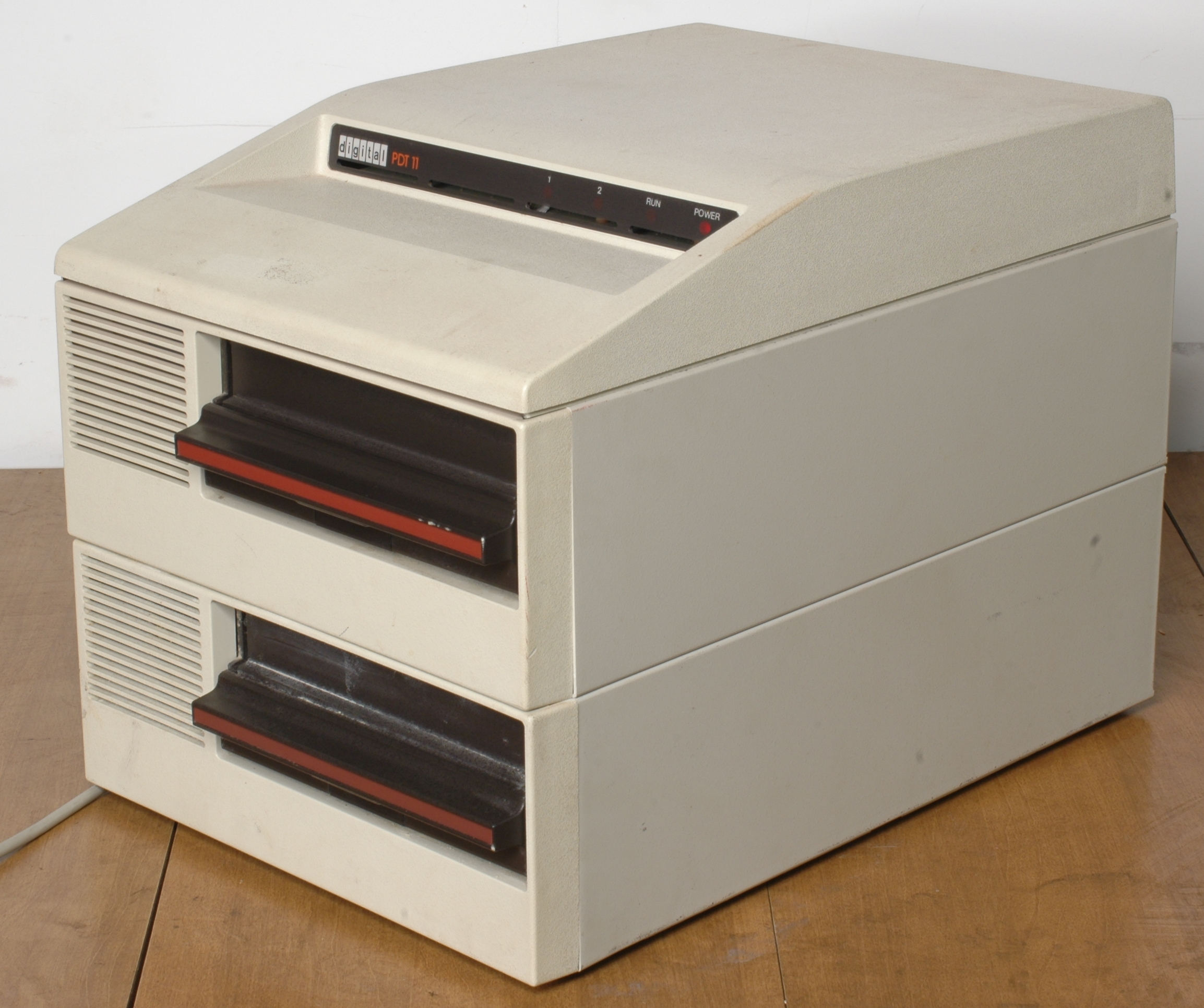
PDT–11/150

A PDT sorozatot „okos terminálként” hirdették.
- PRO–325
- PRO–350
- PRO–380

### Tervezett, de el nem készült modellek
- PDP–11/27
- PDP–11/68
- PDP–11/74

### Speciális rendeltetésű változatok
- GT40
- GT42
- GT44
- GT62
- H11
- VT20
- VT71 tipográfiai rendszer
- VT103
- VT173
- MINC–11

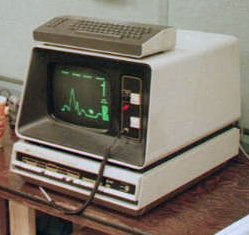
Egy Holdra szállás játékot futtató DEC GT40

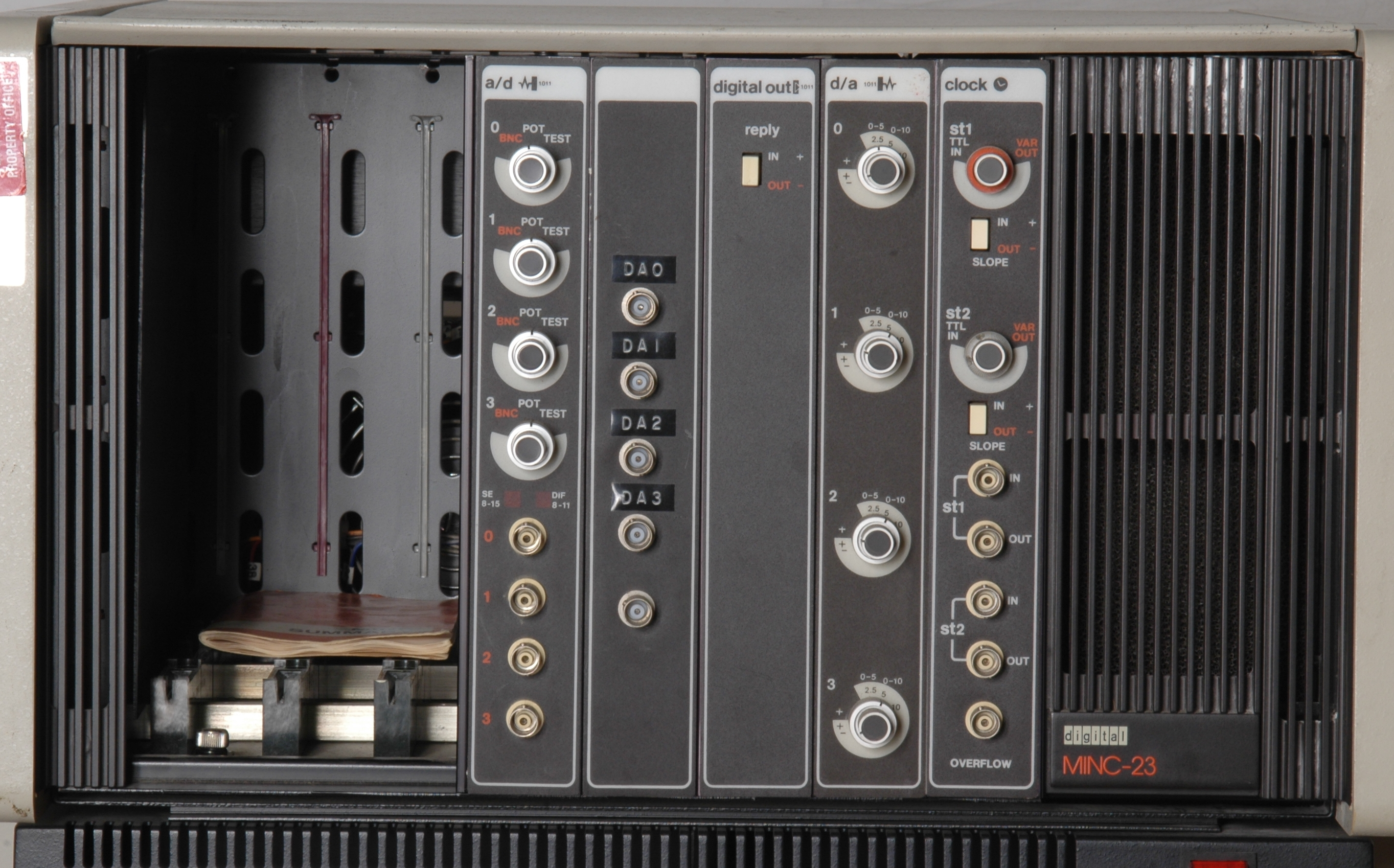
MINC–23 laboratóriumi gép

- C.mmp — a Carnegie Mellon University multiprocesszoros rendszere
- SBC 11/21
- KXJ11
- HSC – nagyteljesítményű lemezvezérlő[17]

### Nemhivatalos klónok
- SzM–4, SzM–1420, SzM–1600, Elektronika BK sorozat, Elektronika 60, Elektronika 85, DVK és UKNC (Szovjetunió)
- SzM–4, SzM–1420, IZOT–1016 és kapcsolódó perifériák (Bulgária)
- MERA–60 – Lengyelország.
- SzM–1620, SzM–1630 (Kelet-Németország).
- SzM–4, TPA gépcsalád: TPA–1140,[18] TPA–1148,[19] TPA–11/440[20] (Magyarország)
- CalData — USA, minden DEC operációs rendszer futtatására alkalmas[21]

## Operációs rendszerek
Több operációs rendszer is készült a PDP–11 családhoz.

### Digital
| - BATCH–11/DOS–11 - CAPS–11 (Cassette Based Programme development System) - GAMMA–11 - DSM–11 - IAS | - P/OS - RSTS/E - RSX–11 - RT–11 - Ultrix–11 - CHRONIC Hierarchical Storage Controller executive |

### Más cégek
| - ANDOS - CSI-DOS - DEMOS (Szovjetunió) - Duress (University of Illinois at Urbana-Champaign/Datalogics) - Fuzzball - MERT - Micropower Pascal - MK-DOS - MONECS - MTS (Multi-Tasking System written in RTL/2 by SPL) - MUMPS - PC11 (Decus 11-501/Pilkington) | - polyForth, Forth Inc. készítésú Forth a PDP–11-hez - ROSTTP (Realtime Operating System for Terminal Teletype Processing/Simpact)[forrás?] - SHAREeleven, SHAREplus - Solo by Per Brinch Hansen - Sphere (Infosphere - Portland Oregon 1981-87) - Softech Microsystems UCSD System with UCSD Pascal - TRAX (Transaction Processing system) - TRIPOS - TSX-Plus - Unix (több verzió, közöttük a Version 6 Unix, Version 7 Unix, UNIX System III, és 2BSD) - Xinu oktatási célú operációs rendszer - Venix (a VenturCom által fejlesztett Unix port/implementáció) |

## Emulátorok
- Bob Supnik: The Computer History Simulation Project (angol nyelven). simh AT trailing-edge, 2012. december 9. (Hozzáférés: 2013) – SIMH: több gép emulációja, freeware, többek között PDP-1, PDP-4, PDP-7, PDP-8, PDP-9, PDP-10, PDP–11, PDP-15, VAX.
- CEF32 – Computer Emulation Framework (angol nyelven). Sourceforge, 2011. április 4. (Hozzáférés: 2013) – CEF32: Sourceforge project, freeware, különféle processzorok és hardvereszközök emulációja, pl. PDP–11 és UNIBUS
- D Bit: ersatz11 – PDP-11 Emulation System (angol nyelven). D Bit, 2013. (Hozzáférés: 2013) – ersatz11: kereskedelmi PDP–11 emulátor, 30 napos próbaverzióval, több modellt emulál.
- PDP-11, HP1000 and Nova / Eclipse migration to Windows platforms (angol nyelven), 2004. (Hozzáférés: 2013) – kereskedelmi emulációs hardver.
- COBRA-11: Migration of PDP 11 to a regular PC (angol nyelven). [2013. november 27-i dátummal az eredetiből archiválva]. (Hozzáférés: 2013) – kereskedelmi emulációs hardver, PDP–11, QBUS/UNIBUS és egyéb eszközök emulációja.

## Fordítás
Ez a szócikk részben vagy egészben  a   PDP-11 című angol Wikipédia-szócikk ezen változatának fordításán alapul.  Az eredeti cikk szerkesztőit annak laptörténete sorolja fel. Ez a jelzés csupán a megfogalmazás eredetét és a szerzői jogokat jelzi, nem szolgál a cikkben szereplő információk forrásmegjelöléseként. 